# 賃貸住宅
賃貸住宅（ちんたいじゅうたく）とは、賃貸借の契約に基づき他人に貸し出すことを目的とした居住用建物全般を指す。不動産投資の対象となる物件。
賃貸住宅は大別して以下のようなものがある。
1. 新築時から貸し出し目的で建築されるもの。
2. 住宅を購入した後に経済的な理由で手放した物件を新たな購入者が直接住まうことをせずに家賃収入を得るために一定の要件で貸し出す建物。
3. 購入後に転勤等で直接居住できず一定の期間だけ不動産業に仲介を依頼し第三者に貸し出す建物。

## 概要

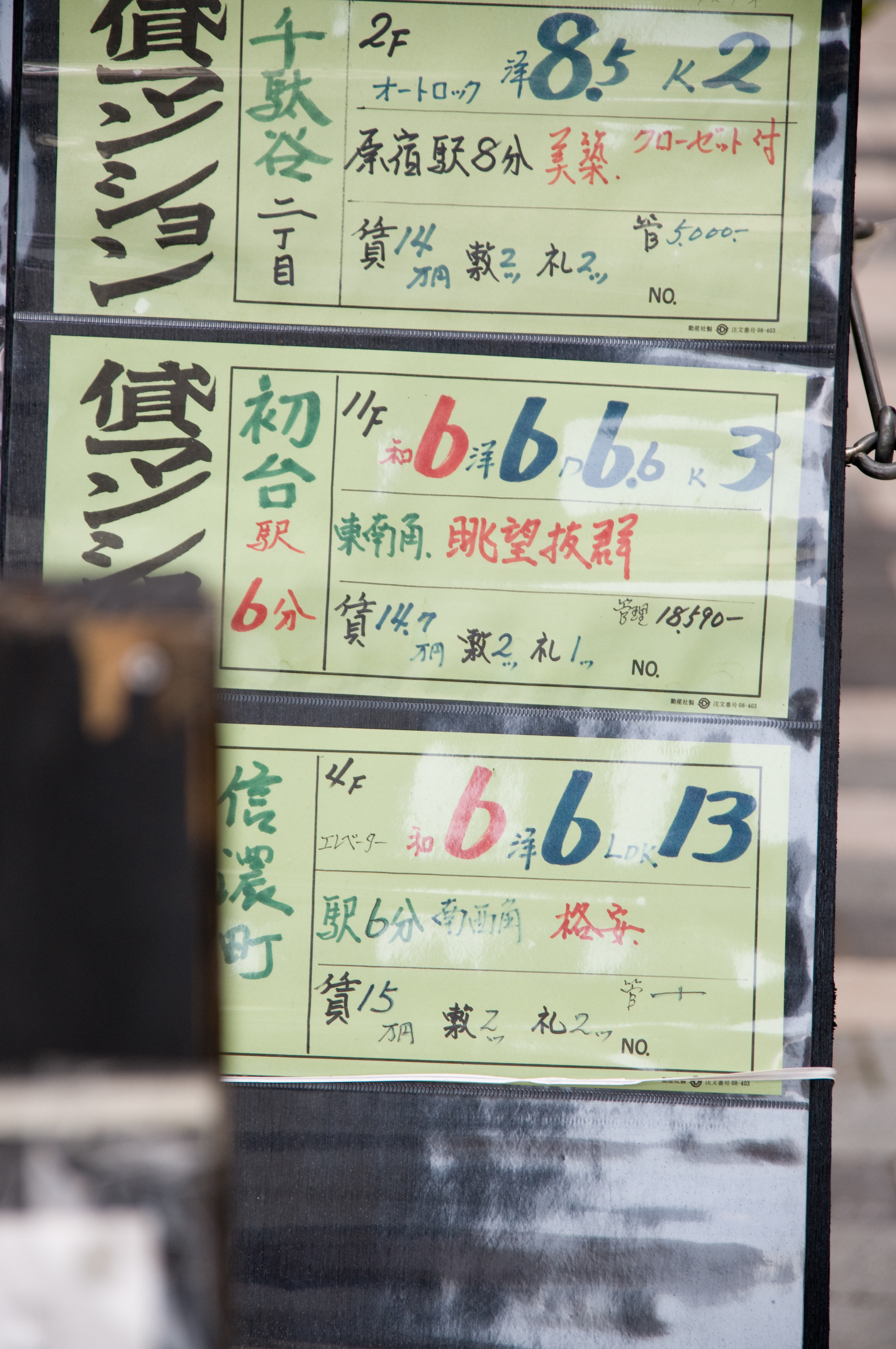
不動産店の張り紙広告

住宅の所有者（家主、大家）と居住者（賃借人、店子）が契約を結び、所有者に毎月の家賃を払って居住する住宅。通常、契約時に、所有者に対する礼金、保証金、敷金といった費用や、保証人が必要となるが、日本国内の商慣習や地域差により前述の敷金や礼金を必要としない場合がある。また、入居時の一時金が比較的高額になるため賃貸住宅建設を主たる業務にしている事業所では入居率を上げるために敷金や礼金を名目上では求めず毎月の家賃分に計上して相殺する場合がある。
所有者は、民間（企業、個人）と公的組織（地方自治体、住宅供給公社、都市再生機構など）に二分される。
契約時には、所有者が公的組織の場合は直接当該組織と契約を交わす形になるが、所有者が民間の場合、不動産会社を通して賃借人と大家が契約を結ぶ形が多い。

### 年齢別の賃貸住宅の割合
普通世帯に占める借家の割合を家計主の年齢階級別にみると，「25歳未満」が95.9％と最も高く，次いで「25～29歳」が85.9％，「30～34歳」が67.9％などとなっており，年齢階級が高くなるほど割合が低くなっている。日本では持ち家信仰もあり、年齢が上がるにつれて順次賃貸住宅から持ち家に移行している。一般的に35年にもわたる住宅ローンの完済時期を定年時点で終えることを考慮すれば、30代前半には住宅を購入するべきである。40代以降の住宅購入なると、定年までの期間が短くなり、老後資金が大きく目減りする可能性がある。

### 空き家増加と家賃下落の関係性
日本の人口減少に起因する空き家の増加と家賃の下落の関係性について、リクルート住まい研究所所長の宗健は、「空き家率が家賃に与える影響を試算したところ、空き家率が1％上がると家賃が約1％下がります。その位しか下がりませんから、空き家の増加による家賃の暴落はたぶん起きないと思います。」と、空き家増加に伴う家賃の暴落が起きないことを指摘している。不動産全般の価格暴落についても、リーマン・ショックなどの非常に重大な局面ですら起きていないため、不動産価格暴落への期待や危機感を煽るような主張はかなり信頼性が低い。

### 賃貸住宅への居住を続けるリスク
持ち家と比較して引っ越しが容易かつ長期ローンの契約も維持管理も不要で手軽ではあるが、老後も含めた長期間の居住においては下記のような多数のリスクが考えられる。可能な限り若年の内に持ち家を購入する方が、固定資産税や修繕費を加味しても生涯の住宅費用を抑えられ、老後の不安も大幅に減る傾向にある。一般には「持ち家はファミリー層が購入するもの」というイメージがあるため、独身の場合は危機感が持てず惰性で賃貸を継続してしまいがちである。最も一般的な35年の住宅ローンを組む場合、金融機関で融資を受けられる年齢上限が45歳までとなることが一般的であるが、45歳で35年の住宅ローンの融資を受けた場合、老後資金の大きな減少を招く危険性がある（あるいは、定年時の完済を目指した住宅ローンの繰り上げ返済の場合には毎月の支払い負担が大きくなる危険性がある）。住宅ローンの借り入れは長期にわたって足枷になるため無謀であると言われることがあるが、実際は賃貸住宅で家賃の掛け捨てを続ける方が自身の資産にならない点で様々なリスクを生じることになる。
- 居住者において、同じ条件で生涯掛かる費用を比較した場合、賃貸住宅よりも持ち家の方が安く済む[7][8]。現役時代は管理の手間が掛からない賃貸住宅で暮らし、定年時に終の棲家とする持ち家を一括払いで買うという折衷案とした場合でも、早期の持ち家購入と比較すれば家賃の掛け捨てをした分だけ無駄な費用を生じやすい[7]。従って、「転勤族で頻繁な引っ越しが必要」などの賃貸住宅のメリットが活かせるような理由も無いままに賃貸住宅に長年住み続けることは大きな金銭的損失を招く。
- 老後に賃貸住宅が借りられなくなる[9][10]可能性がある。大家は居住者の死亡による事故物件化や遺品の整理、警察や行政関係者への連絡などの後始末を何よりも嫌う[11]ため、「人口減少により将来的に空き家が増加して高齢者も賃貸住宅を借りやすくなる」といった予測には何ら明確な根拠がない。更に独身であれば入居に必要な連帯保証人を立てることが難しくなる場合もある[12]。独身で賃貸住宅への入居を続ける場合、殆どの場合で身元保証会社のサービスに加入する必要があるが、現役時代にその費用まで貯蓄しなければならない（数百万単位の資金が必要）。
- 老後に賃貸住宅が借りられても収入が大幅に減少しているため家賃の支払いが難しくなる可能性がある[13]。この場合、収入に対する家賃の負担が大きくなり困窮した生活を送ることになるか、老後破産の後に住居を失う（あるいは生活保護受給者となる）危険性が高い。生涯賃貸を選択した場合に定年までに必要な貯蓄額は家賃を含めた老後資金として約5,000万円が必要との試算があり[14]、持ち家前提で最低限必要な老後資金である約2,000万円と比較した場合には[15]、約3,000万円もの差額が生じる。従って、老後に掛かる家賃だけで一般的な持ち家が土地付きで買えることになる。更にインフレリスクを考慮すると、持ち家派より倍額以上という前提で、より多くの老後資金の積み立てが必要になる危険性もある[16]。

上記のリスクにより、持ち家に掛かる固定資産税や修繕費を加味したとしても(そもそも固定資産税や修繕費は家賃に含まれており、賃貸住宅に住むことで支払いを回避できるわけではない)、定年前の段階で（それも可能な限り早くに）賃貸住宅への入居を止めて残債の無い状態の持ち家を所有する方が、賃貸を続けるより無駄な出費が少ない上に、非常に有効な老後対策にもなる。持ち家購入を見送る根拠の1つに挙がりやすい不動産全般の価格暴落の可能性についても、リーマン・ショックなどの非常に重大な局面ですら起きていないため殆ど期待できず、単に持ち家購入を遅らせるだけで金利上昇，借入条件の悪化、健康不安による団信加入拒否、家賃の掛け捨て，住宅ローン完済時期の遅れ（定年後にローン支払いで困窮する）などの余計なリスクを抱えることになる。

## 形態
- 賃貸集合住宅
  - 賃貸アパート
  - 賃貸マンション
    - ワンルームマンション
    - ファミリー向け

  - （短期賃貸マンション = ウイークリーマンション、マンスリーマンションの類）
- 貸家（一戸建ての賃貸住宅）
- 貸室（分譲マンションの1室を賃貸）